# Кеннедия нортклиффская
Кеннедия нортклиффская (лат. Kennedia glabrata) — двулетнее волосистое растение семейства Бобовые (Fabaceae), вид рода Кеннедия (Kennedia).
Один из редчайших видов растений в Австралии. Эндемик, встречается только на острове Барроу (50 км к северо-западу от побережья штата Западная Австралия).

## Ботаническое описание
Стебель стелется по земле. Цветоносы высотой не более 15 сантиметров.
Листья вытянутые.
Цветки красного цвета.